# Leatrice Joy

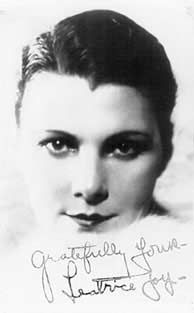
Leatrice Joy

Leatrice Joy (eigentlich Leatrice Johanna Zeidler; * 7. November 1896 in New Orleans; † 13. Mai 1985 in Riverdale, New York) war eine US-amerikanische Schauspielerin der Stumm- und frühen Tonfilmzeit. 

## Karriere
Leatrice Joy debütierte 1915 als Statistin in einer kleinen Filmfirma Nola Film Company in New Orleans. Zwei Jahre später wechselte sie nach Hollywood, wo sie bei Samuel Goldwyn einen Vertrag erhielt. Mit ihrem Auftritt in The Pride of the Clan wurde sie 1917 neben Mary Pickford bekannt und stieg rasch zu einer populären Darstellerin der Goldwyn Studios auf. Bis 1920 war sie oft neben Wallace Beery, Conrad Nagel, Nita Naldi und Irene Rich zu sehen. Der Höhepunkt in Leatrice Joys Karriere kam mit der Vertragsunterzeichnung bei Paramount Pictures, wo sie zu den bevorzugten Stars von Cecil B. DeMille gehörte, der sie in erfolgreichen Filmen wie Die Zehn Gebote, Saturday Night und Manslaughter einsetzte. 

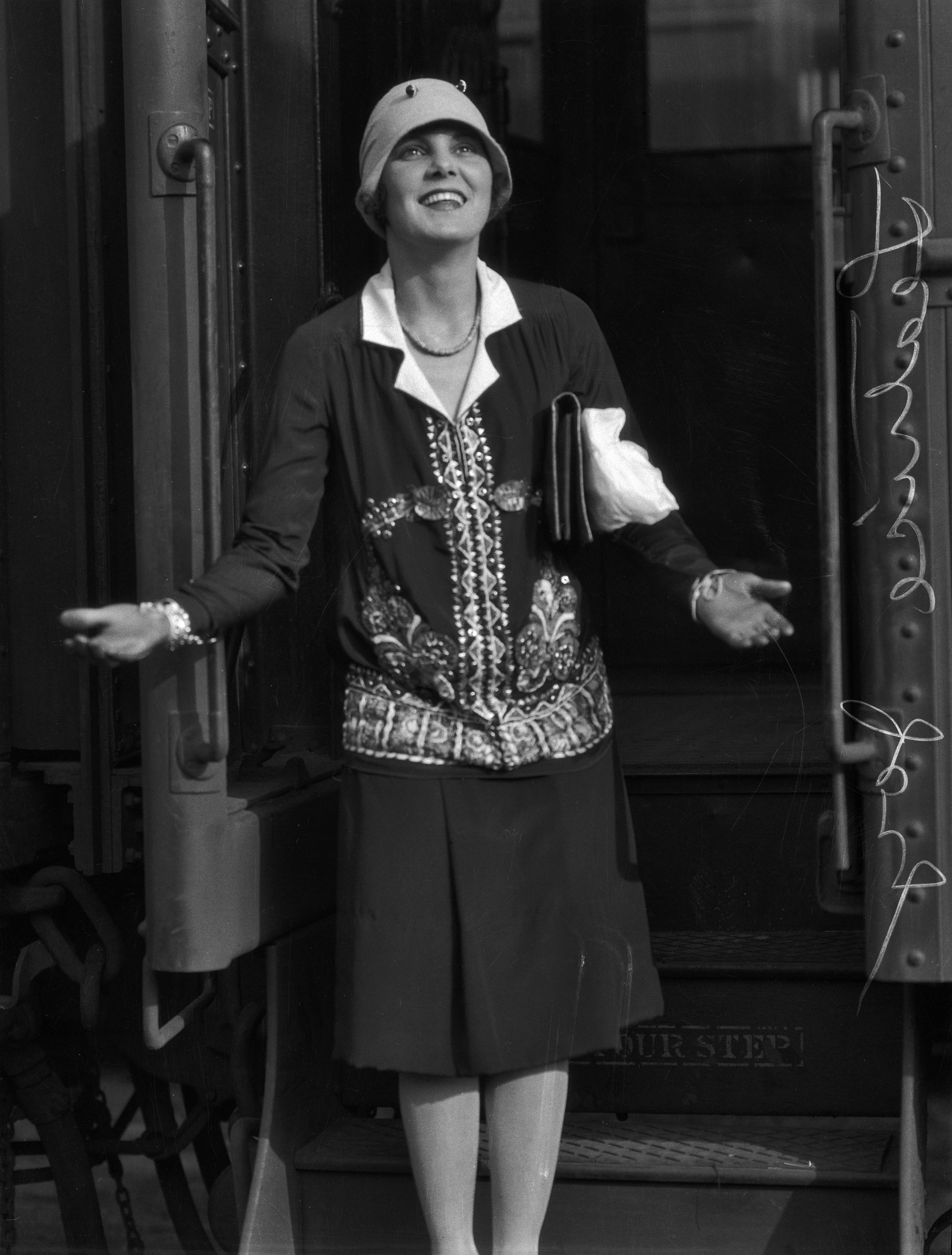
Leatrice Joy (1931)

1922 heiratete Leatrice Joy ihren Kollegen John Gilbert, der damals erst am Anfang seiner Karriere stand. Das Paar ließ sich kurz nach der Geburt ihrer gemeinsamen Tochter Leatrice Joy Fountain 1924 scheiden. 1928 beendete die Schauspielerin die Zusammenarbeit mit DeMille und unterschrieb bei Metro-Goldwyn-Mayer, doch ihre Karriere endete mit dem Aufkommen des Tonfilms. Ihr Südstaaten-Akzent erwies sich als Handicap. Leatrice Joy kehrte in den nächsten Jahren nur noch sporadisch auf die Leinwand zurück. 
Ihre letzten Lebensjahre verbrachte Leatrice Joy zurückgezogen in Greenwich, Connecticut. Sie starb am 7. November 1985 an Anämie in Riverdale und wurde auf dem Friedhof von Old Greenwich bestattet. Ein Stern auf dem Hollywood Walk of Fame erinnert an die Schauspielerin.

## Filmografie (Auswahl)
- 1917: A Girl’s Folly
- 1917: The Pride of the Clan
- 1918: His Day Out
- 1921: Ladies Must Live
- 1921: The Ace of Hearts
- 1922: Saturday Night
- 1922: Frauen auf schiefer Bahn (Manslaughter)
- 1923: Die Zehn Gebote (The Ten Commandments)
- 1924: Triumph (Triumph)
- 1924: Vertauschte Frauen (Changing Husbands)
- 1926: Made for Love
- 1926: Eve’s Leaves
- 1926: The Clinging Vine
- 1928: Es tut sich was in Hollywood (Show People)
- 1930: The Love Trader
- 1939: First Love
- 1940: The Old Swimmin’ Hole
- 1949: Air Hostess
- 1951: Love Nest
- 1953/1954: Studio One (Fernsehserie, zwei Folgen)